# Episodi di Robin Hood (serie televisiva 2006) (prima stagione)
La prima stagione della serie televisiva Robin Hood è stata trasmessa negli Stati Uniti dal 7 ottobre al 30 dicembre 2006 su BBC One.
In Italia la stagione è andata in onda dal 1º luglio al 29 luglio 2008 su Rete 4.
| nº | Titolo originale             | Titolo italiano       | Prima TV UK      | Prima TV Italia |
| -- | ---------------------------- | --------------------- | ---------------- | --------------- |
| 1  | Will You Tolerate This?      | Ritorno a casa        | 7 ottobre 2006   | 1º luglio 2008  |
| 2  | Sheriff Got Your Tongue?     | Uccidete Robin Hood!  | 14 ottobre 2006  | 1º luglio 2008  |
| 3  | Who Shot The Sheriff?        | Il guardiano notturno | 21 ottobre 2006  | 4 luglio 2008   |
| 4  | Parent Hood                  | Tradimento            | 28 ottobre 2006  | 4 luglio 2008   |
| 5  | Turk Flu                     | Epidemia turca        | 4 novembre 2006  | 8 luglio 2008   |
| 6  | The Taxman Cometh            | La badessa            | 11 novembre 2006 | 8 luglio 2008   |
| 7  | Brothers In Arms             | La promessa sposa     | 18 novembre 2006 | 15 luglio 2008  |
| 8  | Tattoo? What Tattoo?         | Tatuaggio             | 25 novembre 2006 | 15 luglio 2008  |
| 9  | A Thing Or Two About Loyalty | Fuoco greco           | 2 dicembre 2006  | 22 luglio 2008  |
| 10 | Peace? Off!                  | La maschera           | 9 dicembre 2006  | 22 luglio 2008  |
| 11 | Dead Man Walking             | Il morto che cammina  | 16 dicembre 2006 | 29 luglio 2008  |
| 12 | The Return Of The King       | Il ritorno del re     | 23 dicembre 2006 | 29 luglio 2008  |
| 13 | A Clue: No                   | La storia ricomincia  | 30 dicembre 2006 | 29 luglio 2008  |

## Ritorno a casa
- Titolo originale: Will you tolerate this?
- Diretto da: John McKay
- Scritto da: Dominic Minghella

### Trama
Dopo cinque anni di combattimento nelle Crociate, Robin di Loxley ritorna a casa e trova la sua gente oppressa dal nuovo Sceriffo. Nella sua assenza i suoi possedimenti sono stati amministrati da Guy di Gisborne. Robin, allora, cerca consiglio dal vecchio sceriffo Edward e da sua figlia Marion, suo amore giovanile, che trova con compiacimento ancora non sposata. Lei, però, rende subito chiaro che non vuole avere più nulla a che fare con lui. Robin, allora, affronta lo Sceriffo riguardo allo stato di Nottingham e gli manca di rispetto davanti a tutti. Allora lo Sceriffo tenta di obbligare Robin a mandare il figlio di Dan Scarlett, la cui famiglia soffre terribilmente, alla forca, ma Robin con un'audace azione lo libera. Fuggendo, Robin sceglie di diventare un fuorilegge e conduce Will Scarlett, Allan A Dale e Much nella foresta di Sherwood. Ma qui Little John e i suoi uomini riservano loro una cattiva accoglienza.

## Uccidete Robin Hood!
- Titolo originale: Sheriff got your tongue?
- Diretto da: John McKay
- Scritto da: Dominic Minghella

### Trama
Lo Sceriffo, umiliato, prende d'assalto il villaggio di Loxley, offrendo una ricompensa a chi gli dica dove si trovi Robin. Ma quando nessuno parla, promette che inizierà a tagliare lingue finché qualcuno non parli. Nella foresta di Sherwood, Robin, Much e Will sono stati, intanto, catturati da Little John e i suoi uomini, dopo che Robin li ha oltraggiati perché si fanno credere morti, anche dalle famiglie che hanno abbandonato. Quando la notizia della ricompensa li raggiunge, Little John porta Robin a Loxley per consegnarlo e ottenere i soldi. Nel momento in cui giungono, la moglie di Little John, Alice, sta per subire l'ira dello Sceriffo. Robin la salva, ma è costretto ad arrendersi. Quando questo è trascinato al castello di Nottingham, il gruppo lo crede praticamente già morto. Little John, però, decide infine di salvarlo. Intanto anche Marion cerca di farlo e, con l'aiuto del gruppo, libera Robin. Questo minaccia lo Sceriffo di morte nel caso in cui dovesse nuocere ad altre persone pur di catturarlo.

## Il guardiano notturno
- Titolo originale: Who shot the sheriff?
- Diretto da: Richard Standeven
- Scritto da: Paul Cornell

### Trama
Quando un misterioso cecchino uccide delle persone innocenti, si punta il dito contro Robin Hood. Lo Sceriffo stesso viene quasi ucciso e decide di utilizzare l'accaduto per incriminarlo ordinando ai suoi uomini di uccidere più persone per renderlo pericoloso agli occhi dei suoi sudditi. Alla fine si scopre che il guardiano notturno non era che Marion, ma colui che aveva ucciso i due innocenti dando inconsapevolmente il via al piano dello sceriffo di diffamare Robin era un cavaliere che lo sceriffo aveva sfrattato causando la morte della moglie e il suo unico intento era quello di uccidere lo sceriffo che per entrambe lo volte mancò.

## Tradimento
- Titolo originale: Parent Hood
- Diretto da: Richard Standeven
- Scritto da: Mark Wadlow

### Trama
Durante uno scontro con gli uomini dello sceriffo uno dei compagni di Robin viene catturato. Lo sceriffo lo mette davanti ad una scelta: uccidere Robin Hood o vedere sua madre impiccata all'alba. Una volta rilasciato ritorna al rifugio nella foresta. Non sapendo cosa fare racconta l'accaduto ai compagni che partono per Nottingham per salvare la madre che sta per essere giustiziata. La madre riesce a fuggire ma il figlio e compagno di Robin viene catturato e ucciso dalle guardie.

## Epidemia turca
- Titolo originale: Turk flu
- Diretto da: Declan O'Dwyer
- Scritto da: Debbie Oates

### Trama
È tempo della fiera di Nottingham e della competizione di tiro con l'arco, un'esca per Robin, che frutterà al vincitore una freccia d'argento. Ma Robin ha a che fare con qualcosa di più urgente: il piano dello Sceriffo di servirsi di schiavi saraceni per la sua letale miniera di ferro. Gli schiavi sono un rimpiazzo dei minatori, che si rifiutano di lavorare ancora. Tra questi ci sono il giovane Rowan Dunne e suo padre, che viene ucciso da Gisborne, giunto a sedare la rivolta. Rowan, allora, giura vendetta. Intanto nella foresta Robin e gli altri tendono un'imboscata ad un carro di slavi. Tra di loro c'è Djaq, un ragazzo che parla inglese. Con il suo aiuto Robin riesce a far saltare la miniera. Nel frattempo Rowan ha deciso di prendersi la sua vendedetta su Gisborne, uccidendo la donna che ama, Marian, che però riesce a parlargli, fermandolo. Per conto di Rowan, Robin, mascherato, vince la freccia d'argento. Tornati tutti nella foresta, si scopre che Djaq è una donna, ciò nonostante viene accolta nel gruppo.

## La badessa
- Titolo originale: The Taxman Cometh
- Diretto da: Richard Standeven
- Scritto da: Richard Kurti e Bev Doyle

### Trama
Robin e gli altri fermano quello che credono un ispettore delle tasse, Flaxton. Sembra che debba raggiungere Nottingham per contare il denaro delle tasse, custodito nel castello dello Sceriffo. Robin, allora, escogita un piano per rubarlo e riconsegnarlo alla popolazione. Intanto una suora, che si dice vittima di Robin Hood, crolla davanti al castello. Stanca di sentirsi dire cosa fare nella sua vita dagli uomini, Marian chiede l'aiuto della suora per essere ammessa al convento. La ragazza è determinata sebbene Gisborne sia enormemente deluso. Con l'aiuto di Flaxton, Robin e i suoi riescono ad entrare nel castello, ma scoprono che è una trappola. Vengono, infatti, imprigionati in una cripta, mentre Flaxton non è un ispettore delle tasse e lo Sceriffo ha spostato il denaro nella cappella. Il gruppo, comunque, riesce a scappare. Nel frattempo diviene chiaro che la suora è un'impostora che lavora con Flaxton. Infatti, mentre lo Sceriffo e i suoi uomini sono distratti, ruba il denaro. Robin e gli altri, però, riecscono a fermare lei e Flaxton.

## La promessa sposa
- Titolo originale: Brothers In Arms
- Diretto da: Declan O'Dwyer
- Scritto da: Joe Turner

### Trama
Robin salva un gruppo di fuorilegge dalla frusta. Tra di loro c'è il fratello di Allan, Tom, da lungo tempo lontano. Tuttavia Tom viene catturato dagli uomini dello Sceriffo e condannato alla forca. Nel frattempo Gisborne pretende una collana da una promessa sposa e la dona a Marian. Robin la riconosce e convince la ragazza a ridarla alla legittima proprietaria, che Gisborne, però, incontra di nuovo, vedendole indosso la collana. La donna gli rivela che è stato Robin a riconsegnarla. Sconvolto, Gisborne capisce che Marian è una traditrice. Intanto Robin e i suoi vanno al castello per salvare Tom, ma giungono troppo tardi: lo Sceriffo ha anticipato l'ora dell'esecuzione. Robin, poi, capisce che Marian è in grave pericolo e rintraccia la collana. Così, quando Gisborne affronta Marian, Robin, mentre l'uomo non può vederlo, la consegna alla ragazza. La notizia della slealtà di Marian ha, però, già raggiunto lo Sceriffo e la ragazza è costretta all'estremo sacrificio per provare la sua lealtà: accettare la mano di Gisborne e sposarlo.

## Tatuaggio
- Titolo originale: Tattoo? What Tattoo?
- Diretto da: Declan O'Dwyer
- Scritto da: Julian Mitchell

### Trama
Durante il banchetto d'onore per il compleanno di Re Riccardo, Guy di Gisborne vorrebbe stupire tutti donando un anello di fidanzamento a Lady Marian. Ma la banda di Robin gli metterà i bastoni tra le ruote. Ma gli eventi paiono volgere al peggio per l'eroe, che viene a conoscenza di una verità sconvolgente sul conto di Sir Guy. Come se non bastasse un membro della gang, Djaq, è catturato dallo Sceriffo.

## Fuoco greco
- Titolo originale: A Thing Or Two About Loyalty
- Diretto da:
- Scritto da:

### Trama
Un amico di Gisborne ha la formula per una polvere che fa esplodere non appena viene toccata da fuoco chiamata fuoco greco, ma non vuole che la si usi come arma, ovviamente lo sceriffo non è d'accordo e lo rinchiude. Marian però suggerisce a Gisborne di riconquistare la fiducia dell'amico. Allo stessotempo lo sceriffo a proclamato Much lord per trarre informazioni su Robin tramite una serva. Ma giunto nel suo castello Much s'innamora della serva e lei di lui, ma per il suo bene lei sarà costretta a scappare altrimenti lo sceriffo l'avrebbe impiccata per avergli riferito informazioni false. Infine Robin e la sua banda riescono a salvare il segreto del fuoco greco incendiando il libro e Much perde il suo titolo di lord tornando nella foresta di Sherwood

## La maschera
- Titolo originale: Peace? Off!
- Diretto da:
- Scritto da:

### Trama
Robin insieme ai suoi amici trova una maschera con tanti spilli infilati dentro e tutti pensano si opera del diavolo, finché non si viene a scoprire che appartiene all'ospite misterioso dello sceriffo. L'ospite dello sceriffo si rivela essere un principe saraceno, nipote di Saladino, che crede di essere un ospite per trattare la pace e la fine delle crociate ma in realtà è prigioniero dello Sceriffo che per il suo rilascio chiederà un riscatto. Intanto il riscatto sembra arrivare ma poi si scopre che Saladino non aveva mandato il denaro ma una squadra di assassini scelti che dovevano uccidere il principe saraceno. Infatti il Saladino voleva che la guerra continuasse. Alla fine Robin Hood e lo Sceriffo si alleeranno temporaneamente per far fronte agli assassini saraceni: il primo per salvare l'unico principe che voleva la pace, il secondo per salvare la propria pelle.

## Il morto che cammina
- Titolo originale: Dead Man Walking
- Diretto da: Graeme Harper
- Scritto da: Simon Ashford

## Il ritorno del re
- Titolo originale: The Return Of The King
- Diretto da: Matthew Evans
- Scritto da: Dominic Minghella

### Trama
Marian è costretta a sposare Gisborne perché sta per tornare il re, e prima di sposarsi vuole compiere la sua ultima missione da guardiano notturno ma viene ferita al fegato da Gisborne. Djaq vorrebbe curarla ma non possiede il materiale adatto. Quindi Robin va a chiamare il dottore perché Marian è in fin di vita, ma il dottore avvisa le guardie lasciando segni sul suo cammino. Robin però se ne rende conto e li toglie, ma è troppo tardi perché le guardie li hanno già raggiunti. Il dottore dice a Robin che Marian è morta e Djaq ha constatato che è la verità, ma poi Robin si avvicina a Marian e le dice che la ama e la bacia dopodiché sente la voce dello sceriffo e alza la testa.

## La storia ricomincia
- Titolo originale: A Clue: No
- Diretto da:Matthew Evans
- Scritto da:

### Trama
Re Riccardo torna finalmente a Nottingham. Questo significa che il matrimonio tra Lady Marian e Sir Guy di Gisborne è ormai imminente. Robin è nello sconforto, ma tenta fino all'ultimo di impedire lo sposalizio. Alla fine alcune rivelazioni sconvolgeranno gli eventi e anche per Marian si metterà male.